# Vilar de Nantes
 (novembre 2023).
La mise en forme du texte ne suit pas les recommandations de Wikipédia : il faut le « wikifier ».
Les points d'amélioration suivants sont les cas les plus fréquents. Le détail des points à revoir est peut-être précisé sur la page de discussion.
- Les titres sont pré-formatés par le logiciel. Ils ne sont ni en capitales, ni en gras.
- Le texte ne doit pas être écrit en capitales (les noms de famille non plus), ni en gras, ni en italique, ni en « petit »…
- Le gras n'est utilisé que pour surligner le titre de l'article dans l'introduction, une seule fois.
- L'italique est rarement utilisé : mots en langue étrangère, titres d'œuvres, noms de bateaux, etc.
- Les citations ne sont pas en italique mais en corps de texte normal. Elles sont entourées par des guillemets français : « et ».
- Les listes à puces sont à éviter, des paragraphes rédigés étant largement préférés. Les tableaux sont à réserver à la présentation de données structurées (résultats, etc.).
- Les appels de note de bas de page (petits chiffres en exposant, introduits par l'outil «  Source ») sont à placer entre la fin de phrase et le point final[comme ça].
- Les liens internes (vers d'autres articles de Wikipédia) sont à choisir avec parcimonie. Créez des liens vers des articles approfondissant le sujet. Les termes génériques sans rapport avec le sujet sont à éviter, ainsi que les répétitions de liens vers un même terme.
- Les liens externes sont à placer uniquement dans une section « Liens externes », à la fin de l'article. Ces liens sont à choisir avec parcimonie suivant les règles définies. Si un lien sert de source à l'article, son insertion dans le texte est à faire par les notes de bas de page.
- La présentation des références doit suivre les conventions bibliographiques. Il est recommandé d'utiliser les modèles {{Ouvrage}}, {{Chapitre}}, {{Article}}, {{Lien web}} et/ou {{Bibliographie}}. Le mode d'édition visuel peut mettre en forme automatiquement les références.
- Insérer une infobox (cadre d'informations à droite) n'est pas obligatoire pour parachever la mise en page.

Pour une aide détaillée, merci de consulter Aide:Wikification.
Si vous pensez que ces points ont été résolus, vous pouvez retirer ce bandeau et améliorer la mise en forme d'un autre article.
Vilar de Nantes est une freguesia portugaise de la commune de Chaves, d’une superficie de 7,28 km² et de 1898 habitants (recensement de 2021). Sa densité de population est de 260,7 habitants/km².
Vilar de Nantes à São Salvador comme saint patron.

## Localités
La paroisse est composée par les zones de Cascalho, Fonte Carriça, Lombo, Nantes, Santa Ovaia, Seixal, Sobreira, Vale de Zirma. 

## Toponymie
L’origine du toponyme de cette localité vient du latin tardif (Villa) Nantis, qui signifie « ferme ou domaine de Nanto ». Malgré leur caractère  homographes, ce toponyme n'a aucun lien avec la ville de Nantes en France.

## Démographie
La population enregistrée dans le recensement était :
| Population de la paroisse de Vilar de Nantes | Population de la paroisse de Vilar de Nantes | Population de la paroisse de Vilar de Nantes |
| Année                                        | Pop.                                         | ±%                                           |
| -------------------------------------------- | -------------------------------------------- | -------------------------------------------- |
| 1864                                         | 619                                          | —                                            |
| 1878                                         | 664                                          | +7.3%                                        |
| 1890                                         | 822                                          | +23.8%                                       |
| 1900                                         | 718                                          | −12,7 %                                      |
| 1911                                         | 765                                          | +6.5%                                        |
| 1920                                         | 732                                          | −4,3 %                                       |
| 1930                                         | 824                                          | +12.6%                                       |
| 1940                                         | 1 058                                        | +28.4%                                       |
| 1950                                         | 1 185                                        | +12.0%                                       |
| 1960                                         | 1 423                                        | +20.1%                                       |
| 1970                                         | 805                                          | −43,4 %                                      |
| 1981                                         | 1 117                                        | +38.8%                                       |
| 1991                                         | 1 613                                        | +44.4%                                       |
| 2001                                         | 2 117                                        | +31.2%                                       |
| 2011                                         | 2 084                                        | −1,6 %                                       |
| 2021                                         | 1 898                                        | −8,9 %                                       |

| Répartition de la population par groupe d’âge | Répartition de la population par groupe d’âge | Répartition de la population par groupe d’âge | Répartition de la population par groupe d’âge | Répartition de la population par groupe d’âge |
| --------------------------------------------- | --------------------------------------------- | --------------------------------------------- | --------------------------------------------- | --------------------------------------------- |
| Année                                         | 0-14 ans                                      | 15-24 ans                                     | 25-64 ans                                     | > 65 ans                                      |
| 2001                                          | 337                                           | 316                                           | 1079                                          | 385                                           |
| 2011                                          | 263                                           | 235                                           | 1124                                          | 462                                           |
| 2021                                          | 185                                           | 186                                           | 940                                           | 587                                           |

## Économie
Traditionnellement, les activités économiques menées par les habitants de la terre reposaient sur :
- L’agriculture, essentiellement pour l’autoconsommation, avec la création de petits excédents pour les échanges, parfois directs, sur les marchés locaux
- L’élevage, avec une importance particulière pour l’élevage de porcs et d’agneaux (agneau est le terme utilisé sur terre pour cet animal), sans oublier les petits animaux avicoles, tels que les poulets, les canards et les lapins
- La vannerie en bois brun, avec la création de paniers utilitaires pour la vie quotidienne, souvent échangés lors des foires
- La poterie en argile noire, peut-être le produit artisanal le plus typique de la terre, produisant plusieurs pièces d’usage courant dans les maisons de la région, telles que le pot, la tasse, la malga, le pichet, les couverts, etc.

Plus tard, et profitant de l’abondance et de la qualité des argiles de la vallée de Chaves et du bois de la région, en particulier de la chaîne de montagnes Brunheiro, à la source de Vilar, une industrie céramique s’est développée dans la région, pour la production de matériaux de construction, à savoir des tuiles et des briques.
De nos jours, les activités économiques traditionnelles ont perdu de leur importance, ne subsistant que pour la consommation personnelle ou comme expression culturelle et touristique, en particulier la vaisselle en argile noire, et les services ont acquis une plus grande importance, essentiellement développés dans la ville de Chaves. L’industrie de la céramique existe toujours, bien que dans une moindre mesure.

## Patrimoine architectural
- Chapelle du Seigneur de l’Espérance
- L’Église Mère
- Chapelle du Divin Saint-Esprit
- Maison des parents et grands-parents de Camões
- Ruines du couvent franciscain
- Chapelle Sainte-Anne
- L’école primaire José Gomes avec un clocher.

« En 1880, le Conseil Paroissial de Vilar de Nantes a fait une démarche auprès de Sa Majesté le Roi Carlos Ier ».

## Artisanat local
L’artisanat produit dans la région a essentiellement deux produits typiques, traditionnellement utilisés comme utilitaires dans la vie quotidienne et aujourd’hui convertis en produits à caractère touristique :
- Les vannerie en bois de châtaignier Il est produits à partir de châtaigner. Il faut commencé par choisir des pousses de 3 ou 4 années, après préalablement humidifié dans des réservoirs d'eaux, le chauffer au feux hors des flammes afin de les cuire pour enlevé les coerces et travailler le bois pour gagner en malléabilité et facilité le manipulation, utiliser une serpe pour fendre et écarter la tige en deux parties, puis en quatre votre perche de châtaignier avec la force de main et les jambe pour tenir et petit a petit fond le bois avec de la gestuel pour éviter que le bois se casse. Il faut lissée le pièces on bois avec un ferre coupent, Coupe les pièces et les tressé.
- Les pièces on argile noire. L’argile est prélevée sur les terres de la vallée de Chaves, à savoir dans la zone appelée vasières de l’aéroclub et des Barreiros das Cerâmicas, pétrie et homogénéisée, traditionnellement par des procédés manuels, en utilisant une barre de fer (faucille) comme ustensile, et travaillée par l’artisan (artisan connu sous le nom de pucareiro de Vilar) sur un rouet jusqu’à l’obtention de la pièce souhaitée. Celui-ci est ensuite séché à l’air et cuit dans des fours à bois fermés, à une température qui atteint 1000 degrés Celsius, ce qui, avec le fait qu’il est étouffant, produit une atmosphère réductrice provoquant l’inversion de la silice, ce qui lui donne la couleur noire ou grise selon la réduction provoquée, contredisant ainsi les vieilles pensées qui balai Typique de la région en tant que partie du carburant, il donne aux pièces leur couleur noire caractéristique.

## Fêtes et pèlerinages
- Fête du Saint-Esprit, qui a lieu sept semaines après Pâques.
- Notre-Dame de l’Espérance, qui a lieu au mois d’août.
- Fête de Sainte Anne, qui a lieu les 29, 30 et 31 juillet.
- Fête de la Saint-Jean au Largo do Tanque et aussi de la Saint-Martin.
- Fête-Dieu appelée Corpo de Deus le 30 de Maio.

## Personnalités
(novembre 2023).
- Luís Vaz de Camões, également connu sous le nom de « le Camoëns », était un poète portugais né vers 1525 probablement a Vilar De Nantes et décédé le 10 juin 1580 à Lisbonne. Il a laissé une empreinte indélébile dans la littérature portugaise et est considéré comme le plus grand poète du Portugal. L'importance de Camoës dans la culture portugaise est telle que le jour de sa mort, le 10 juin, est devenu la fête nationale du Portugal
- José Celestino da Silva, nascido em 6 de janeiro de 1849, em Vilar de Nantes, Portugal, foi mais do que um militar do Exército Português; ele foi uma figura marcante na história e na cultura. Com uma carreira distinta, Celestino desempenhou papéis cruciais como oficial militar e administrador colonial. Sua trajetória atingiu seu ápice ao ser nomeado Governador de Timor, evidenciando sua habilidade em liderança e administração durante um período crucial do colonialismo português. Sua dedicação à pátria e sua contribuição para a história colonial são testemunhos de sua nobreza de caráter e comprometimento com o serviço. Além de sua carreira militar, José Celestino da Silva também deixou um legado artístico. Nascido em 1952, na cidade de Juazeiro do Norte, Ceará, ele expressou sua criatividade através da produção de apitos, santos, mamulengos e grupos folclóricos. Sua arte reflete não apenas sua habilidade técnica, mas também uma conexão profunda com a cultura e as tradições. O General Celestino da Silva partiu deste mundo em 10 de fevereiro de 1911, mas sua influência perdura. Sua vida é um testemunho de serviço, liderança e expressão artística, deixando uma marca indelével na história de Portugal e além.
- António Joaquim de Medeiros (15 de outubro de 1846 - 7 de janeiro de 1897) foi um bispo católico português, amplamente reconhecido como o apóstolo da missão em Timor. Nascido em Vilar de Nantes, Portugal, foi ordenado padre em 1871 e posteriormente trabalhou em Macau. Em 1877, dirigiu-se ao Timor português para servir na missão católica. Sendo um dos bispos católicos mais dinâmicos de Macau, desempenhou um papel fundamental no desenvolvimento da missão em Timor de 1884 até sua morte em 1897. Foi ordenado bispo em Goa, na Índia, e seu local de nascimento é registrado como Villar de Nantes, no arquidiocese de Braga, Portugal. António Joaquim de Medeiros deixou um legado duradouro como figura religiosa influente e missionário dedicado, especialmente reconhecido por seu compromisso com a missão de Timor.